# Jílové u Prahy
Jílové u Prahy (lit.: Jílové lângă Praga, în germană Eule) este o comună și un oraș din districtul Praga-Vest din regiunea Boemia Centrală a Cehiei. Are o populație de aproximativ 5.200 de locuitori.
Centrul istoric al orașului este bine conservat și este protejat prin lege ca zonă de monumente urbane. Biserica „Sfântul Adalbert” este cea mai veche clădire din oraș, în secolele al XVII-lea și al XVIII-lea aceasta a fost reparată și refăcută în stil baroc de mai multe ori.

## Diviziuni administrative
Jílové u Prahy este alcătuit din șapte diviziuni administrative (populația este între paranteze conform recensământului din 2021):
- Jílové u Prahy (3.221)
- Borek (215)
- Kabáty (274)
- Luka pod Medníkem (347)
- Radlík (766)
- Studené (207)
- Žampach (19)

## Etimologie
Forma originală a numelui orașului a fost Jílový. Adjectivul jílový (din jíl, cu sensul de „lut”) se referea la un deal la poalele căruia aurul era spălat din lut.

## Geografie
Jílové u Prahy se află la aproximativ 13 kilometri (8 mi) sud de Praga. Se găsește în Munții Benešov (în cehă: Benešovská pahorkatina). Cel mai înalt punct al comunei este dealul Lípový vrch, aflat la 457 metri (1.499 ft) deasupra nivelului mării.
Râul Sázava formează granița de sud a comunei.

## Istorie
Prima mențiune scrisă a lui Jílové datează din anul 1310. Existența sa este dovedită încă din secolul al XIII-lea, când a fost fondată prin unrea așezărilor miniere de aur.
În 1350, Jílové a fost ridicat la rangul de oraș regal de către regele Carol al IV-lea.
Exploatarea aurului s-a oprit în secolul al XV-lea în timpul Războaielor Husite, iar unele mine au fost inundate. Mineritul și importanța orașului Jílové au fost parțial relansate de regele Vladislav al II-lea, dar un nou declin al orașului a fost declanșat de izbucnirea Războiului de Treizeci de Ani.
Cu toate că a fost o perioadă nefavorabilă pentru mineritul aurului, orașul a început să prospere din nou în secolul al XIX-lea. În 1897, a fost construită o cale ferată, iar în 1900 a fost terminată legătura feroviară cu capitala Praga.

## Transporturi
Jílové u Prahy se află pe linia de cale ferată Praga – Čerčany.
Autostrada D3 este planificată să treacă prin apropierea orașului.

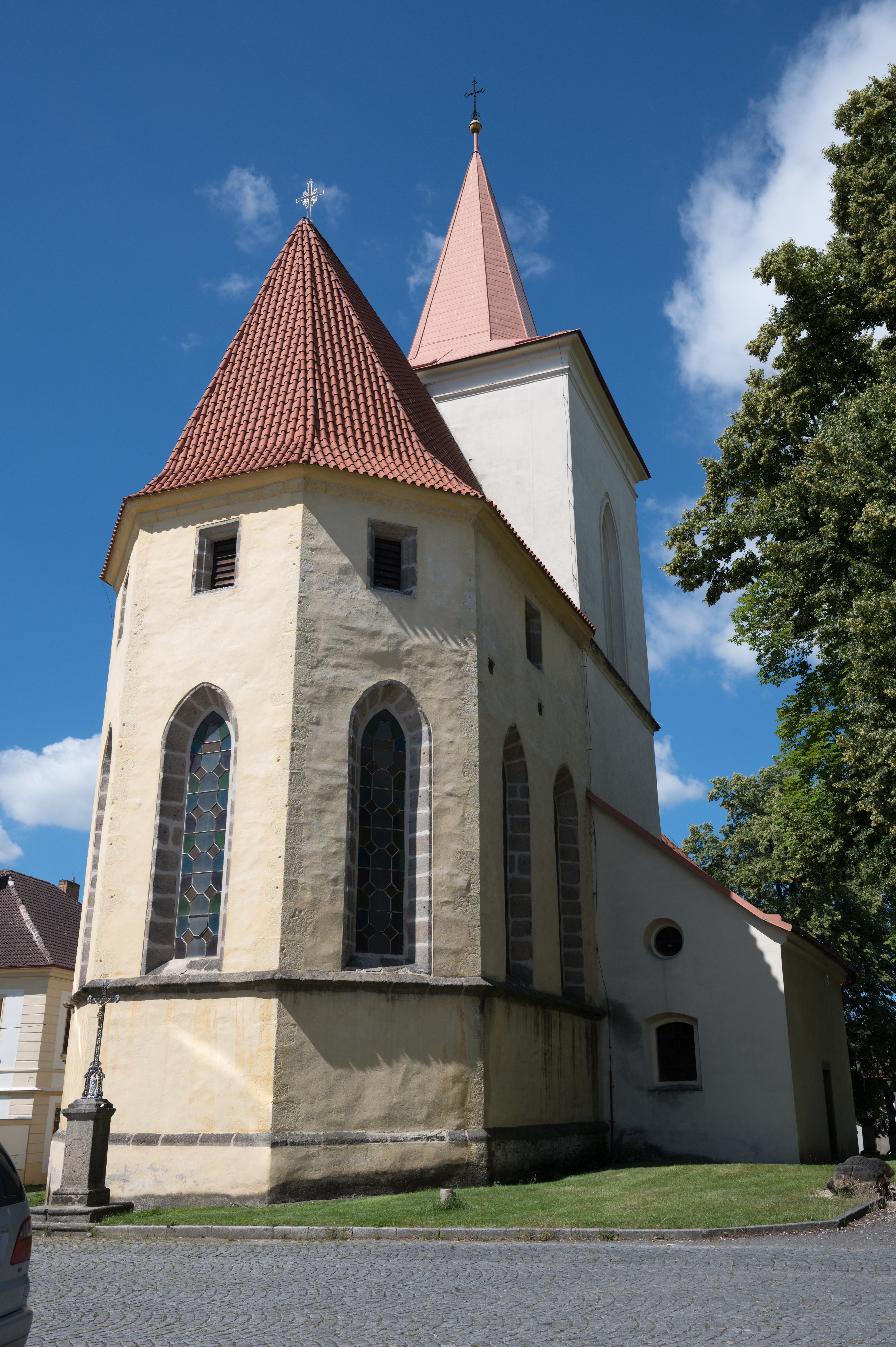
Biserica „Sfântul Adalbert”

## Obiective turistice
Principalul obiectiv turistic al centrului istoric este primăria. Aceasta este o fostă fortăreață cu un turn din secolul al XIV-lea. A fost donată orașului Jílové ca ruină, iar după reconstrucție, primăria a fost mutată în clădire în 1708. În 1724 a fost construit etajul superior. În 1854, comuna a adăugat o clădire laterală turnului, iar din 1855 o închisoare.
Biserica „Sfântul Adalbert” este cea mai veche clădire din oraș. A fost construită pe locul unei biserici de lemn în prima jumătate a secolului al XIII-lea și inițial dedicată Sfântului Nicolae. În 1567, a fost avariată de un incendiu, iar în secolele al XVII-lea și al XVIII-lea, biserica a fost reparată și refăcută în stil baroc de mai multe ori.

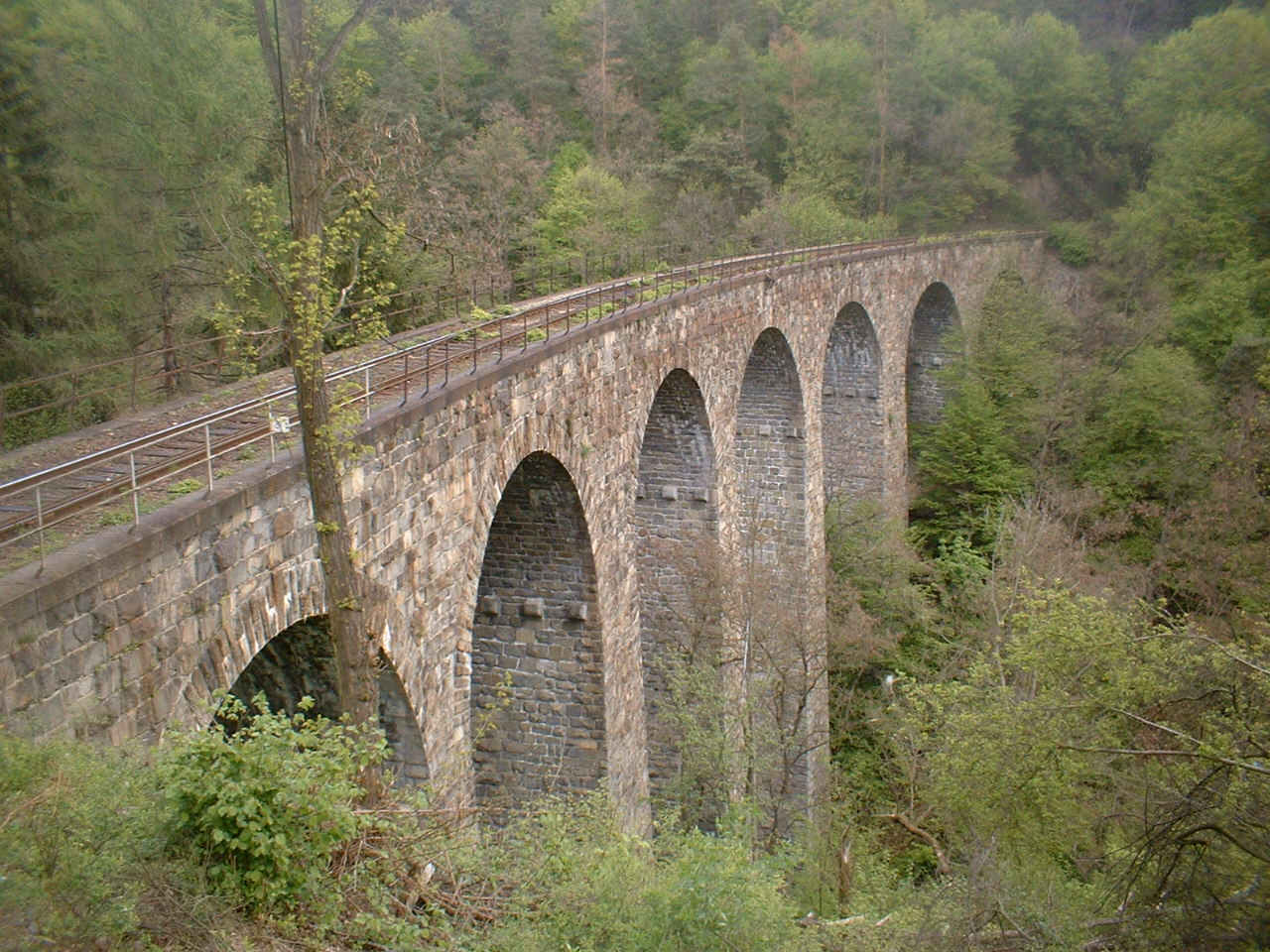
Viaductul Žampach

Viaductul Žampach (situat pe teritoriul comunei; între stația Jílové u Prahy și stația Luka pod Medníkem) este un pod arcuit de cale ferată, cel mai înalt pod de piatră din Cehia. Este al doilea cel mai înalt pod feroviar din piatră din Europa Centrală, după Viaductul Landwasser din Elveția. Viaductul Žampach este monument cultural al Republicii Cehe din 1958. Podul este alcătuit din șapte arcade cu o deschidere de 12  m. Înălțimea podului este de 41,73 m (este cu doar un metru mai scund decât Podul Nuselský din Praga). Lungimea totală a podului este de 109,33 metri. Axa sa longitudinală nu este în linie dreaptă, ci este formată dintr-un arc cu o rază de 180 m. Podul este construit din  granodiorit (granit cu granulație grosieră). Stâlpii conici nu au aceeași lățime, fiecare al treilea fiind mai gros. Cel mai înalt stâlp are 33 m înălțime.

## În cultura populară
Mai multe scene din filmul regizat de Miloš Forman, Amadeus, premiat cu Oscar în 1984, au fost filmate în biserică.

## Persoane notabile
- Edward Kelley (1555–1597), alchimist și ocultist englez; a locuit aici[9]
- František Chvalkovský (1885–1945), politician, diplomat, ministru al afacerilor externe al Cehoslovaciei

## Orașe înfrățite–orașe gemene
Comuna Jílové u Prahy este înfrățită cu:
- Holzgerlingen, Germania
- Nováky, Slovacia
- Peschici, Italia